# Harmodio Tamayo
Harmodio Tamayo (La Paz, 1924- 1963) fue un pintor boliviano de la corriente indigenista.

## Biografía

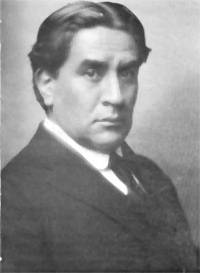
Franz Tamayo, padre de Harmodio

Hijo del escritor y político Franz Tamayo,Harmodio se dedicó a la pintura. Se formó en la Academia de Bellas Artes Hernando Siles en La Paz con el maestro Cecilio Guzmán de Rojas.Sus pinturas retratan a personas aymaras. 
En 1948, su obra fue parte de una exposición homenaje al IV Centenario de La Paz. Posteriormente tuvo muestras individuales en galerías de esta ciudad. En 2024 su obra Imilla, que es parte de la colección del Museo Nacional de Arte de Bolivia, fue enviada a Italia para ser parte de la Bienal de Arte de Venecia de 2024.